# Symphonic trance
Symphonic trance – podgatunek euro trance. Charakteryzuje się symfonicznymi melodiami, łagodnym bitem, oraz śpiewem chóru. Często używany jest głos francuskiej sopranistki Emmy Shapplin.